# Collins Peak
Der Collins Peak ist ein 1810 m hoher Berggipfel im ostantarktischen Viktorialand. Er ragt am Ostrand des Malta-Plateaus in den Victory Mountains am Zusammenfluss von Hand- und Line-Gletscher auf.
Kartiert wurde er anhand der Vermessungen des United States Geological Survey und mithilfe von Luftaufnahmen der United States Navy zwischen 1960 und 1964. Das Advisory Committee on Antarctic Names benannte den Berg 1970 nach Eric J. Collins, Biologe auf der Hallett-Station von 1965 bis 1966.